# Žernov (kraj hradecki)
Žernov – gmina w Czechach, w powiecie Náchod, w kraju hradeckim. Według danych z dnia 1 stycznia 2014 liczyła 255 mieszkańców.